# Pinstriping

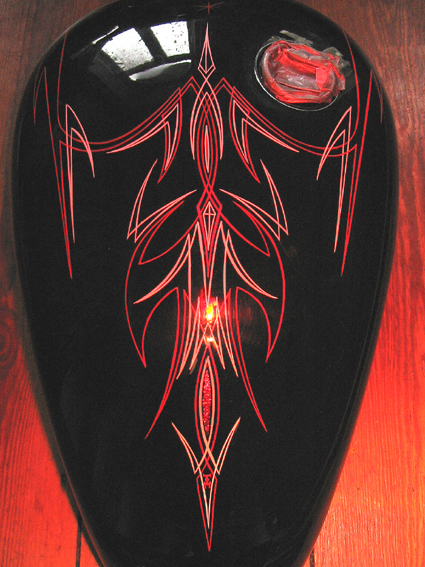
Esempio di pinstriping

Il Pin striping (o pinstriping) è una forma di arte decorativa che consiste nel realizzare delle sottili linee di colore, chiamate pin stripes, con dei motivi geometrici lineari, spesso simmetrici. Nell'arte tessile, sono dette pin stripes le sottili linee dei tessuti, come ad esempio quelle caratteristiche del gessato.
La realizzazione delle pin stripes avviene a mano libera e richiede una grande abilità. Le decorazioni pinstriping vengono realizzate con strumenti dedicati: pennelli, aerografi e vernici speciali.
Il pinstriping è molto usato nelle comunità di appassionati di rock and roll, di moto e auto d'epoca americane. 
Per realizzare pinstriping su auto e moto vengono utilizzati colori sintetici ad alto potere coprente ed aggrappante. Tali vernici devono consentire una essiccazione lenta, anche di qualche giorno, per permettere all'artista di poter correggere i propri errori.